# Torri del Benaco
Torri del Benaco település Olaszországban, Veneto régióban, Verona megyében. Lakosainak száma 2927 fő (2023. január 1.). Torri del Benaco Brenzone, Gardone Riviera, Gargnano, Salò, San Felice del Benaco, San Zeno di Montagna, Toscolano-Maderno, Costermano és Garda községekkel határos.

## Története
Az első emberi letelepedés nyomai i.e. 2000 körülre datálhatók: kavicsból készített eszközök és díszített kerámia cserepei a bronzkorból, illetve cölöpházak nyomai. Az korszak további emlékei sziklarajzok, sziklába vésett nagyméretű ábrák.
Az i.e. I. században lett a Római Birodalom része Tulles néven. Ezt legjobban a környéken talált császákori pénzérmék tanúsítják, ezen kívül máig létező helynevek, mint a Le Sorti (sortes) vagy Il Salto (saltus), a város alaprajza a kikötő környékén illetve a kastély nyugati tornya. 
A Római Birodalom bukása utána gótok érkeztek a területre, akiket a longobárdok majd a frankok követtek. A X. században megjelentek a kalandozó magyarok, ami miatt I. Berengár itáliai király aki oklevelek tanúsága szerint 905-ben itt tartózkodott, elrendelte egy védőfal építését, aminek romjai ma is láthatók csakúgy, mint egyik tornya, a ma a templom mellett álló Torre Berengario. A II. évezred elején a település jelentősége megnőtt, miután a tóparti települések szövetsége kapitányának székhelye lett. A keleti tóparton vonultak fel a XII. században I. Frigyes német-római császár csapatai, ebben az időben épültek a Szent György-, Szentháromság- és a Szent János-templomok. 
A Scaligero-család veronai hatalomátvételével Torre jelentősége is megnőtt, új erődítések épültek a kikötő védelmére, köztük a mai Castello Scaligero, Antonio Dalla Scala tervei alapján. De ezek az előkészületek sem akadályozták meg a Visconti- és Da Carrara-seregeket, hogy egymást váltogatva uralják a várost és a tópartot. 1405-ben a Velencei Köztársaság lett a város ura, és ekkor lett véglegesen a 10 tóparti község közösségének, a Gardesana dell'Acquának a székhelye. Feladatai közé tartozott a csempészet megakadályozása és a települések pénzügyeinek koordinációja. Székhelye a mai Gardesana Hotel épületében volt, feje a Tó Kapitánya (Capitano del Lago). A címet viselte a torrei Giovanni dei Menaroli (1380) is.
A XVI-XVII. században több pusztító járvány tizedelte a lakosságot. A holttesteket a Szent János templomban és a San Faustino templomhoz tartozó kolostorban gyűjtötték össze. A Szent Antal templomban található egy ebből a korból származó ábrázolás Torri del Benacoról: a fallal körülvett város még a XVIII. századi bővítés előtti állapotában látszik a várral és a templomtornyokkal. A következő századból értékes forrás a lakók hétköznapi életéről a Vicinia (a családfők gyűlése) üléseinek fennmaradt jegyzőkönyve. 
Bonaparte Napoleon csapatai 1797-ben szálltak partra a városban, több összetűzés is volt a franciák és osztrákok között. Közben a tavon, Pai partja előtt egy osztrák flottilla megfutamította a francia hajókat. A franciák razziái után éhezés, rendkívüli fagyok, szárazság és járványok időszaka következett a városban.
Az olasz egyesítés híre Torriba is eljutott, egy itteni botanikus, Gregorio Rigo is kitüntette magát a harcokban. 1866-ban végül Torri is az egyesült Olasz Királyság része lett. Ekkoriban még mindig a halászat és az olajbogyó-termesztés jelentette a fő bevételi forrást.

## Gazdaság
Torri del Benaco fő bevételi forrása a turizmus, ezen kívül az olívaolaj-készítés is jelentős maradt.

## Közlekedés
A Garda-tó keleti partján futó S249-es főút (Gardesana Orientale) az egyetlen jelentős megközelítési lehetőség. Autópályák felől az A22-es autópálya Affi kijáróján át lehet elérni. Tervben van a parttól távolabb futó SP32A főút kiépítése, amely 7 km-es szakasszal összekötné Affi mellett az A22-es autópályával és az A4 felé tartó S9 főúttal.

## Testvértelepülések
- Cadaqués, Spanyolország (2006 óta)
- Ronzone, Olaszország (2022 óta)

## Nevezetes szülöttei
- Boldog Giuseppe Nascimbeni pap (1851-1922), a Szent Család Kis Nővérei kongregáció alapítója

## Népesség
A település népességének változása:
| Lakosok száma | 3025 | 3040 | 2927 |
|               | 2017 | 2018 | 2023 |

## Fordítás
- Ez a szócikk részben vagy egészben  a   Torri del Benaco című olasz Wikipédia-szócikk fordításán alapul.  Az eredeti cikk szerkesztőit annak laptörténete sorolja fel. Ez a jelzés csupán a megfogalmazás eredetét és a szerzői jogokat jelzi, nem szolgál a cikkben szereplő információk forrásmegjelöléseként.